# اریک اوروی
اریک اوروی (انگلیسی: Erik Ørvig; ۳ سپتامبر ۱۸۹۵ – ۸ اکتبر ۱۹۴۹) قایقران قایق بادبانی اهل نروژ بود.